# Wet werk en bijstand
De Wet werk en bijstand (WWB) was van 1 januari 2004 tot 1 januari 2015 de Nederlandse wet die de ondersteuning bij arbeidsinschakeling en bijstand regelde voor mensen die weinig of geen ander inkomen (waaronder andere uitkeringen) hebben en ook weinig of geen vermogen.
De opvolger van de Wet werk en bijstand, de Participatiewet, ging in op 1 januari 2015.

## Geschiedenis
Nederland kende vanaf 1963 de Algemene Bijstandswet (ABW). Op 1 januari 1996 werd deze vervangen door de Algemene bijstandswet (met een kleine b), voluit Wet van 12 april 1995, houdende herinrichting van de Algemene Bijstandswet. De Invoeringswet herinrichting Algemene Bijstandswet bepaalde dat de Algemene Bijstandswet (met een grote B) werd ingetrokken. In de acht jaar dat de nieuwe wet van kracht is geweest is deze 61 keer gewijzigd. Op 1 januari 2004 is deze wet vervangen door de Wet werk en bijstand (Stb. 2003, 375), onder verantwoordelijkheid van minister Aart Jan de Geus.
In de WWB zijn de oude Algemene bijstandswet, de Wet financiering Abw, Ioaw en Ioaz (Wfa), de Wet inschakeling werkzoekenden (Wiw) en het Besluit in- en doorstroombanen geïntegreerd (niet de IOAW en IOAZ zelf).
In 2009 is de Wet investeren in jongeren (WIJ) ingevoerd. Jongeren van 18 tot 27 jaar die een bijstandsuitkering aanvragen, moesten van de gemeente een aanbod krijgen voor werk, scholing, of een combinatie van beide. De wet is per 1 januari 2012 ingetrokken.
In 2014 ging 45% van alle bijstandsuitkeringen naar niet-westerse allochtonen. Autochtone Nederlanders waren goed voor 44% van alle bijstandsuitkeringen.

### Huishoudinkomenstoets
De huishoudinkomenstoets was een per 1 januari 2012 ingevoerde aanscherping van de gezinsbijstand voor nieuwe gevallen die per 1 juli 2012 ook zou worden ingevoerd voor oude gevallen. De regels vloeiden voort uit het regeerakkoord VVD-CDA van 2010 van het kabinet-Rutte I, waarin stond "In de WWB wordt de bijstand voor inwonenden afgeschaft en wordt de toets op het partnerinkomen vervangen door een toets op het huishoudinkomen." Voorgestemd hebben VVD, CDA, PVV en SGP. Wat betreft de naam versus de inhoud: er was ook een toets op het huishoudvermogen; beide golden alleen voor eerstegraads bloed- en aanverwanten.
Wegens verandering van de politieke coalitie (VVD en CDA niet meer samen met PVV maar met D66, GroenLinks en ChristenUnie) en overeenkomstig een onderdeel van een veel meer omvattend Begrotingsakkoord 2013 is met algemene stemmen aangenomen in de Tweede Kamer en als hamerstuk afgedaan in de Eerste Kamer de Wet van 12 juli 2012 tot wijziging van de Wet werk en bijstand in verband met de herziening van de definities van gezin en middelen (Wet afschaffing huishoudinkomenstoets), die de huishoudinkomenstoets met terugwerkende kracht per 1 januari 2012 deed vervallen.
Naast gehuwden golden als gezin onder meer de volgende groepen volwassenen die hun hoofdverblijf in dezelfde woning hadden:
- gehuwden met hun meerderjarige kinderen
- een alleenstaande met een of meer meerderjarige kinderen

Er werd getoetst op het inkomen en het vermogen van de hele groep samen. Het totale norminkomen en vrijgelaten vermogen voor drie of meer personen was gelijk aan die voor twee personen. Als bijvoorbeeld iemand met een voltijdse baan nog bij zijn ouders woonde kregen die geen bijstand, en als iemands bejaarde ouders bij hem inwoonden kreeg hij in het algemeen geen bijstand omdat die ouders AOW kregen.
Het gezin (in deze ruime zin van het woord) vormde daarbij een zelfstandig subject van bijstand, de gezinsleden moesten gezamenlijk een aanvraag doen. De regering lichtte toe dat bijstand voor het individu binnen deze leefsituatie daarmee de facto werd afgeschaft.
De bijstandsuitkering werd in gelijke delen aan ieder van de meerderjarige gezinsleden uitbetaald (onafhankelijk van wie andere inkomsten had) tenzij ze gezamenlijk om een andere wijze van uitbetaling vroegen. Als een van de gezinsleden zijn verplichtingen niet nakwam kon de gezinsbijstand worden gekort, wat ook voor de andere gezinsleden nadelig kon zijn.
Anders dan het vrijwillig opgeven van inkomsten door ontslag te nemen, waren gedragsreacties toegestaan, zoals het verbreken van familiaire samenlevingsverbanden (verhuizen) ter voorkoming van het moeten delen met anderen van loon, AOW-uitkering en aanvullend pensioen, bijstand of een andere uitkering, en/of de situatie dat iemand moest interen op zijn vermogen, niet alleen ten behoeve van het levensonderhoud van zichzelf maar ook dat van anderen. Dit vergde niet altijd extra woonruimte en bijbehorende kosten: door het uitwisselen van personen kon het in dezelfde woning wonen van mensen met eerstegraadsrelaties worden beperkt.
Voor studerende kinderen en zorgbehoevende gezinsleden golden afwijkende regelingen. Minderjarige kinderen behoorden ook tot het gezin; voor hun inkomsten gold ook een afwijkende regeling.
Er was niet alleen kritiek op de inhoud maar ook op de wetstechnische kwaliteit.
Tussen het akkoord tot en de publicatie in het Staatsblad van de afschaffing deden de gemeenten op verzoek van de regering openstaande aanvragen af zonder inachtneming van de huishoudinkomenstoets.

#### Nasleep huishoudinkomenstoets
Voor wie door de huishoudinkomenstoets (zie boven) te weinig bijstand heeft gekregen wordt deze herberekend en nabetaald.
Iemand aan wie bijstand is geweigerd wegens de huishoudinkomenstoets hoeft geen nieuwe aanvraag in te dienen als het college aanleiding ziet om gebruik te maken van de in artikel 6:18, eerste lid, van de Algemene wet bestuursrecht genoemde bevoegdheid tot intrekking of wijziging van een besluit. Zo niet dan moet men opnieuw bijstand aanvragen over (mede) de verstreken periode, zoals hieronder beschreven.
Iemand die geen bijstand heeft aangevraagd omdat hij er volgens de huishoudinkomenstoets geen recht op had kan dit alsnog doen over (mede) de verstreken periode: het nieuwe artikel 78w in hoofdstuk 7a (Overgangsrecht) met de titel "Recht op bijstand voor datum melding" bepaalt dat hij zich tussen 26 april 2012 en 2 maanden na publicatie van de Wet afschaffing huishoudinkomenstoets in het Staatsblad (17 juli 2012, twee maanden later is dus 17 september) kan melden om bijstand aan te vragen; als hij als gevolg van de inwerkingtreding van de Wet afschaffing huishoudinkomenstoets recht heeft op algemene bijstand, wordt die bijstand toegekend vanaf de dag waarop dit recht is ontstaan en kan deze dag, in afwijking van artikel 44, eerste lid (volgens welk de bijstand niet wordt toegekend over de tijd vóór de dag waarop de belanghebbende zich heeft gemeld om bijstand aan te vragen), liggen vóór de dag waarop belanghebbende zich heeft gemeld doch niet voor 1 januari 2012.
Uiteraard geldt dit ook voor personen die inmiddels door inkomen en/of vermogen niet meer aan de voorwaarden voor bijstand voldoen. Wel geldt dat de WWB als uitgangspunt heeft dat geen bijstand kan worden verleend als in het gevraagde is voorzien. Volgens de nota naar aanleiding van het verslag is daarom voorwaarde dat de betrokkene schulden heeft moeten maken of heeft moeten interen op een vermogen dat na die intering minder bedraagt dan het vrij te laten vermogen. Als het het betrokken huishouden is gelukt de uitgaven in overeenstemming te brengen met de lagere inkomsten dan heeft het volgens de regering geen recht op een nabetaling. Voorts dient men aan te tonen dat men voldaan heeft aan de plicht tot arbeidsinschakeling.
Als gevolg van dit wetsvoorstel in combinatie met het verzoek aan gemeenten om te anticiperen is de huishoudinkomenstoets niet toegepast op het zittend bestand.
Zittende uitkeringsgerechtigden voor wie de huishoudinkomenstoets voordelig was raken dit voordeel niet met terugwerkende kracht maar uiterlijk per 1 januari 2013 kwijt.

### Wijzigingen 2012 en 2013
De Wet van 22 december 2011 tot wijziging van de Wet werk en bijstand en samenvoeging van die wet met de Wet investeren in jongeren gericht op bevordering van deelname aan de arbeidsmarkt en vergroting van de eigen verantwoordelijkheid van uitkeringsgerechtigden is deels in werking getreden op 1 januari 2012, en deels op 1 juli 2012. De huishoudinkomenstoets is ingevoerd per 1 januari 2012, maar inmiddels met terugwerkende kracht per 1 januari 2012 weer vervallen (zie boven).
De belangrijkste wijzigingen zijn:
1. De Wet investeren in jongeren is per 1 januari 2012 vervallen. Jongeren tot 27 jaar die zich melden voor bijstand moeten zelf 4 weken naar een baan zoeken (aantoonbaar) en kijken of ze regulier onderwijs kunnen volgen. Pas na die 4 weken kan een aanvraag WWB ingediend worden.
2. De wWIK is per 1 januari 2012 vervallen. Kunstenaars die (nog) niet in staat zijn zelf in de kosten van het bestaan te voorzien kunnen een beroep doen op het Bbz (zie hieronder) of de WWB. Na een rechtszaak is een overgangsregeling afgesproken voor de zittende uitkeringsgerechtigden in de wWIK.
3. In ruil voor het recht op bijstand is er een wettelijke verplichting gekomen tot ‘tegenprestatie naar vermogen’ die de gemeente kan opleggen, zie onder.
4. De vrijstelling van de verplichting om werk te zoeken voor alleenstaande ouders met kinderen tot 5 jaar oud is vervallen.
5. De inkomensvrijlating voor het werken in deeltijd voor alleenstaande ouders met kinderen tot 12 jaar oud is verruimd.
6. De tijd die iemand met behoud van bijstand met vakantie mag naar het buitenland is voor iedereen ingekort tot 4 weken.
7. Er is wettelijke inkomensgrens voor gemeentelijk minimabeleid ingevoerd van 110% van de bijstandsnorm.
8. Gemeenten moeten de categoriale bijzondere bijstand voor gezinnen met schoolgaande kinderen in een verordening vastleggen.

Op 1 januari 2013 is in werking getreden de Wet aanscherping handhaving en sanctiebeleid SZW-wetgevingen de wet Wet huisbezoeken in de sociale zekerheid.

### Invoeringswet Participatiewet
De Wet van 2 juli 2014 tot wijziging van de Wet werk en bijstand, de Wet sociale werkvoorziening, de Wet werk en arbeidsondersteuning jonggehandicapten en enige andere wetten gericht op bevordering deelname aan de arbeidsmarkt voor mensen met arbeidsvermogen en harmonisatie van deze regelingen (Invoeringswet Participatiewet) bepaalde onder meer dat de Wet van 9 oktober 2003, houdende vaststelling van een wet inzake ondersteuning bij arbeidsinschakeling en verlening van bijstand door gemeenten (Wet werk en bijstand) (WWB) vanaf 2015 zou worden aangehaald als Participatiewet; ook de inhoud werd gewijzigd. De Wet sociale werkvoorziening wordt gewijzigd. De naam "Wet werk en arbeidsondersteuning jonggehandicapten" (Wajong) wordt gewijzigd in "Wet arbeidsongeschiktheidsvoorziening jonggehandicapten". Deze geldt alleen nog voor duurzaam volledig arbeidsongeschikte jonggehandicapten. Inwerkingtreding is deels op 1 januari 2015, deels later.
In eerdere instantie was de citeertitel Invoeringswet Wet werken naar vermogen (WWNV) en bevatte deze de bepaling dat de nieuwe versie van de Wet werk en bijstand als citeertitel zou krijgen Wet werken naar vermogen (WWNV). De vierde nota van wijziging, van december 2013, van het wetsvoorstel Invoeringswet Wet werken naar vermogen heeft het ingrijpend gewijzigd, en ook de citeertitel gewijzigd in Invoeringswet Participatiewet.
Werklozen met een beperking, zoals een handicap of verslaving, moeten meer aan het werk worden geholpen door gemeenten.
Gemeenten krijgen één ontschot (ook genoemd: gebundeld) re-integratiebudget (de gemeente krijgt een totaalbedrag, zonder voorschrift welk deel daarvan voor elke categorie mag worden uitgegeven). De belangrijkste wijzigingen van de WWNV zouden zijn dat personen die niet in staat zijn het minimumloon te verdienen, bijvoorbeeld door een handicap, gebruik zouden kunnen maken van loondispensatie. De werkgever zou dan enkel het salaris betalen voor het deel dat iemand werkelijk kan werken. De gemeente zou aanvullen tot een inkomen dat tussen dat van de bijstand en dat van het minimumloon ligt.
Een jonggehandicapte gaat vallen onder de Participatiewet, en krijgt dus te maken met de afhankelijkheid van de uitkering van het inkomen van een eventuele partner, en met de vermogenstoets. Inmiddels is overeengekomen dat dit niet gaat gelden voor oude gevallen.
Er komt een regeling die gemeenten in staat stelt door middel van individueel maatwerk voor kwetsbare groepen met een zorgbehoefte de effecten van de kostendelersnorm te compenseren.
Omdat door de ingrijpende vierde nota van wijziging onoverzichtelijk is geworden wat de geconsolideerde tekst is van het voorstel tot wijziging van de Wet werk en bijstand, en des te meer wat de nieuwe tekst van die wet (dan Participatiewet geheten) wordt, heeft de regering de voorgestelde nieuwe tekst gepubliceerd, met de wijzigingen gemarkeerd.

## Alleenstaande ouder
De bijstandsnorm voor een alleenstaande ouder bedroeg tot 2015 90% van het referentieminimumloon, tegen 70% voor een alleenstaande zonder kinderen die zelfstandig woont.
De Wet hervorming kindregelingen heeft de aparte norm voor de alleenstaande ouder afgeschaft. Sinds 1 januari 2015 is de bijstandsnorm voor een alleenstaande die zelfstandig woont, met of zonder kinderen, 70% van het referentieminimumloon. In plaats van de extra 20%-punt is de alleenstaande-ouderkop gekomen, die wel afhankelijk is van het inkomen, maar verder niet van wel of niet werken. Dit beoogt de armoedeval weg te nemen.

## Langdurigheidstoeslag
Op grond van artikel 36 van de WWB verleenden gemeenten op aanvraag een zogenaamde langdurigheidstoeslag. De langdurigheidstoeslag was een tegemoetkoming voor personen van 21 tot 65 jaar die langere tijd van een minimuminkomen hebben moeten leven, geen of weinig eigen vermogen hebben en ook geen uitzicht hebben op betaald werk. De gemeente stelde zelf het beleid en de uitvoering ervan vast. In een gemeentelijke verordening was vastgelegd hoe hoog de langdurigheidstoeslag was en wanneer er sprake was van een langdurig laag inkomen.
De langdurigheidstoeslag is per 1 januari 2015 vervangen door een Individuele inkomenstoeslag.

## Tegenprestatie
De Wet van 22 december 2011 tot wijziging van de Wet werk en bijstand en samenvoeging van die wet met de Wet investeren in jongeren gericht op bevordering van deelname aan de arbeidsmarkt en vergroting van de eigen verantwoordelijkheid van uitkeringsgerechtigden heeft aan WWB art. 9, 1e lid toegevoegd onderdeel c, dat de belanghebbende van 18 jaar of ouder, maar jonger dan de AOW-leeftijd verplicht naar vermogen door het college opgedragen onbeloonde maatschappelijk nuttige werkzaamheden te verrichten die worden verricht naast of in aanvulling op reguliere arbeid en die niet leiden tot verdringing op de arbeidsmarkt. In gemeenten die de tegenprestatie uitvoeren besteedt de klant hier gemiddeld 16 uur per week aan, maar de variatie onder gemeenten is groot: in een aantal gemeenten ligt het gemiddelde rond de 4 uur, maar er zijn ook gemeenten die klanten minstens 24 uur aan de tegenprestatie laten besteden per week. De gemeenten die de tegenprestatie uitvoeren geven in meerderheid aan dat het instrument ook wordt ingezet om burgers te ontmoedigen een uitkering aan te vragen. Gemeenten kiezen hiervoor als zij het vermoeden hebben dat deze de uitkering eigenlijk niet nodig heeft, of als onderdeel van een beleid om de instroom te verkleinen. Bij ongeveer de helft van de gemeenten die de tegenprestatie uitvoeren is de gemiddelde duur korter dan een halfjaar. Ongeveer de helft van de gemeenten die de tegenprestatie uitvoert heeft een maximum gesteld aan de duur van de tegenprestatie. Een aantal gemeenten geeft aan dat de duur afhankelijk is van de individuele situatie, of dat de tegenprestatie duurt tot het einde van de uitkering. In de meeste gemeenten die de tegenprestatie uitvoeren heeft de WWB'er invloed op de keuze van de activiteiten die hij opgelegd krijgt. De minister juicht dit toe.
Inmiddels is er de Wet maatregelen Wet werk en bijstand en enkele andere wetten.

## Wet koopkrachttegemoetkoming lage inkomens
De Wet van 9 juli 2014 tot wijziging van de Wet werk en bijstand en enige andere wetten in verband met het verstrekken van een koopkrachttegemoetkoming aan lage inkomens (Wet koopkrachttegemoetkoming lage inkomens) heeft artikel 36a WWB ingevoegd, dat bepaalt dat personen met een netto inkomen van ten hoogste 110 procent van de voor de desbetreffende alleenstaande of de desbetreffende gehuwden van toepassing zijnde bijstandsnorm in 2014 recht hebben op een eenmalig belastingvrij bedrag van € 100 voor een paar, € 90 voor een alleenstaande ouder en € 70 voor een alleenstaande. Het Besluit koopkrachttegemoetkoming lage inkomens bepaalt dat voor de hoogte van het inkomen als peilmaand september 2014 geldt. Om uitvoeringstechnische redenen wordt bij de vaststelling van het recht op de koopkrachttegemoetkoming eventueel vermogen buiten beschouwing gelaten, evenals opbrengsten uit vermogen. Ten onrechte is in artikel 36a van de Wet koopkrachttegemoetkoming lage inkomens artikel 34 WWB niet buiten toepassing verklaard. Deze omissie wordt per Verzamelwet SZW 2015 met terugwerkende kracht hersteld.
Het betreffende wetsvoorstel voorzag in eerste instantie in een recht op een koopkrachttegemoetkoming voor bijstandsgerechtigden in combinatie met een bevoegdheid voor gemeenten om andere huishoudens met een inkomen tot ten hoogste 110% van het sociaal minimum de koopkrachttegemoetkoming te verstrekken, waarbij laatstgenoemden dus geen recht zouden hebben op de uitkering op grond van de wet, het zou ervan afhangen welke criteria de gemeente zelf zou hanteren. Als gevolg van een aangenomen amendement behelst de wet nu dat iedereen met een inkomen onder de grens recht heeft op de uitkering.